# توني غالبريث
توني غالبريث (بالإنجليزية: Tony Galbreath)‏ هو لاعب كرة قدم أمريكية أمريكي، ولد في 24 يناير 1954 في فولتون في الولايات المتحدة.

## وصلات خارجية
- توني غالبريث على موقع مرجع كرة القدم المحترفة.كوم (الإنجليزية)